# Asterix & Obelix: Uppdrag Kleopatra
Asterix & Obelix: Uppdrag Kleopatra  (franska: Asterix & Obélix: Mission Cléopâtre) är en fransk film från 2002, baserad på Asterixalbumet Asterix och Kleopatra.

## Handling
Drottningen av Egypten, Kleopatra, slår vad med Julius Caesar att Egypten kan bygga ett storslaget palats på bara tre månader. Uppdraget går till arkitekten Numerobis som förstår hur omöjlig uppgiften är. Han bestämmer sig för att ta hjälp av sin gamla vän Miraculix och hans trolldryck.

## Musik
Låten Mission Cleopatra spelades in särskilt för filmen, den framförs av rapparen Snoop Dogg och Jamel Debbouze.[källa behövs]

## Rollista (i urval)
| Roll          | Skådespelare      | Svensk röst                                                                                                |
| Asterix       | Christian Clavier | Tomas Bolme                                                                                                |
| Obelix        | Gérard Depardieu  | Allan Svensson                                                                                             |
| Miraculix     | Claude Rich       | Lars Lind                                                                                                  |
| Kleopatra     | Monica Bellucci   | Marie Richardson                                                                                           |
| Numerobis     | Jamel Debbouze    | Pontus Gustafsson                                                                                          |
| Pyradonis     | Gerard Darmon     | Thomas Hellberg                                                                                            |
| Julius Caesar | Alain Chabat      | Claes Månsson                                                                                              |
| Caius Ceplus  | Dieudonné         | Bengt Järnblad                                                                                             |
| Otis          | Édouard Baer      | Andreas Nilsson                                                                                            |
| Rödskägg      | Bernard Farcy     | Lars Edström                                                                                               |
| Trefot        | Michel Crémadès   | Nils Eklund                                                                                                |
| Guimiekis     | Noémie Lenoir     | Cecilia Ljung                                                                                              |
| Berättare     | Pierre Tchernia   | Per Myrberg                                                                                                |
| Övriga roller |                   | Joachim Bergström Pia Johansson Jan Mybrand Anders Nyström Johan Wahlström Stephan Karlsén Lottie Ejebrant |

- Svensk regi och översättning – Lars Edström

- Översättning – Britt Olofsson

- Producent – Katinka Faragó

- Svensk version producerades av Barrefelt Produktion[10][11]